# مارتین پیرویانسکی
مارتین پیرویانسکی (انگلیسی: Martín Piroyansky؛ زادهٔ ۳ مارس ۱۹۸۶) بازیگر اهل آرژانتین است.
از فیلم‌ها یا برنامه‌های تلویزیونی که وی در آن نقش داشته‌است، می‌توان به ایکس‌ایکس‌وای اشاره کرد.